# Fimpen, der Knirps
Fimpen, der Knirps ist ein schwedischer Kinderfilm aus dem Jahre 1974.

## Handlung
Der kleine Fimpen ist sechs Jahre alt und fußballbegeistert. Fimpen wird gerade eingeschult, spielt aber lieber den ganzen Tag auf dem Spielplatz Fußball. Dort sieht ihn der Torjäger der schwedischen Fußballnationalmannschaft. Er spielt mit ihm und wird von ihm ausgetrickst. Der Fußballstar fällt in eine tiefe Depression. Fimpen soll daraufhin für den Club Hammarby IF spielen und sorgt schnell für Furore in der ersten schwedischen Liga. Nationaltrainer Georg Ericson beruft ihn für die entscheidenden Qualifikationsspiele der Nationalmannschaft zur Fußball-Weltmeisterschaft 1974. Fimpen wird der Held und schießt das entscheidende Tor. Schweden darf nun zur WM nach Deutschland fahren. Der Ruhm des Jungen sorgt allerdings dafür, dass Fimpen in der Schule unkonzentriert ist und auch überhaupt keinen Sinn mehr in seinem Schulbesuch sieht.

## Hintergrund
Der Film wurde Februar 1974 in Schweden uraufgeführt und im Juni 1974 von der ARD in Deutschland ausgestrahlt. 
Die schwedischen Nationalspieler Claes Cronqvist, Ralf Edström, Ove Grahn, Georg 'Åby' Ericson, Ronnie Hellström, Kent Karlsson, Ove Kindvall, Krister Kristensson, Bosse Larsson, Benno Magnusson, Roger Magnusson, Björn Nordqvist, Kenta Ohlsson, Janne Olsson, Örjan Persson, Roland Sandberg, Tom Turesson und Mats Werner spielten sich dabei selbst.

## Kritiken
- Lexikon des internationalen Films: Komödie, die sich mit der Problematik des Leistungssports befaßt; nicht sehr tiefgründig, aber weitgehend vergnüglich.[1]

## Veröffentlichung
Fimpen, der Knirps ist seit 2016 in einer digital restaurierten Fassung auf DVD und Blu-ray erhältlich.